# Дюна: Батлерианский джихад
«Дюна: Батлерианский Джихад» — первый роман трилогии «Легенды Дюны» Брайана Герберта и Кевина Андерсона.

## Сюжет
Действие происходит за 10 000 лет до событий романа «Дюна» Фрэнка Герберта. Двадцать людей изменили режим Старой Империи, захватив власть с помощью взломанной компьютерной программы. Чтобы править вечно, они перенесли свой мозг в металлический корпус и прозвались Титанами. Но один из титанов — Ксеркс — дал возможность компьютерной программе взять власть и распространиться по Земле, а потом и по Вселенной.
Человечество, выжившее после захвата власти мыслящими машинами, разделилось непримиримыми разногласиями на Лигу Благородных и независимые планеты, заселённые религиозными беглецами и работорговцами. В Лиге Благородных царили политические дрязги, правительство утопало в спорах и было не способно к реальным действиям. После мира, царящего несколько поколений, машины решили напомнить людям кто хозяин во вселенной и положить конец тысячелетней войне. Властелин Синхронизированного Мира машин Омниус, нанёс решительный удар в «сердце» человеческой цивилизации — планету Салусу Секундус. Но Ксавьер Харконнен, решительный и отважный военачальник, принял на себя командование и своим военным гением переломил ход сражения и отбил атаку мыслящих машин.
На Арракисе — планете, сплошь покрытой пустыней, в песках которой обитали гигантские черви — мальчика Селима выгнали из общины за воровство воды, которого он не совершал. Ему удалось оседлать червя и добраться до заброшенной ботанической станции. Задумываясь о своём предназначении, Селим увидел будущее, как добыча и продажа пряности приводит к смерти червей и людей на планете. Теперь его долг остановить утечку меланжа.
На Поритрине гениальный учёный Тио Хольцман изобрёл новое оружие, способное переломить исход войны, но имеющее смертельный изъян — при соприкосновении защитного поля с лазерным лучом происходил мощный взрыв. Хольцман пригласил гениального математика Норму Ценва с Россака, чтобы та предложила новые идеи для защиты человечества от мыслящих машин. Пока учёный купался в лучах славы, его помощница занялась теорией свёртывания пространства-времени во Вселенной.
Тлулаксианский работорговец Тук Кеедайр прибыл в Хармонтеп за новой партией рабов. Восьмилетний Исмаил был в их числе и попал на Поритрин.
Позже Кеедайр прилетел на Арракис за рабами, а вместо них купил меланж — пряность из пустыни, которая сильно возбуждала, придавала сил и одновременно успокаивала. Кеедайр загорелся идеей превратить торговлю пряностью в выгодный бизнес. Поэтому он отправился на Россак к Аврелию Венпорту, как вероятному инвестору.
Серена Батлер, дочь вице-короля Лиги Благородных — молодой политик, готовый к решительным действиям. Она подготовила операцию контратаки машин на Гьеди Прайм, но попала в рабство на Землю к независимому роботу Эразму. Там она родила ребёнка, отцом которого был Ксавьер. Но Ксавьер, думая, что Серена погибла на Гьеди Прайм, женился на её сестре Окте.
Эразм отличался от всех роботов тем, что проводил нескончаемые ужасающие опыты и эксперименты на рабах и пленных людях, в надежде докопаться до сути человеческого поведения и разработать план тотальной победы над человечеством. Над Сереной он провёл несколько экспериментов, лишив её возможности рожать.
Иблис Гинджо, руководитель земной команды по возведению монументов Титанам, получал письма, в которых предлагалось людям объединиться и свергнуть машины. Он тайно набрал повстанцев и ждал удобного момента. Став свидетелем смерти ребёнка Серены Эразмом, Иблис начал восстание.
Вориан Атрейдес, сын великого титана Агамемнона, доверенный человек мира машин, узнав правду о правлении и ужасных преступлениях своего отца, перешёл на сторону свободного человечества. Ему, Иблису и Серене удалось добраться до Салусы Секундус. Омниус тем временем принял решение уничтожить непокорное и ненужное ему человечество под корень. В свою очередь Ксавьер уничтожил колыбель человечества атомными бомбами. А Вориан привёз гель-сферу с данными земного Омниуса.

## Название
Названа, как и изображённое в ней событие, в честь Сэмюэла Батлера, призывавшего в своей статье Дарвин среди машин (англ. Darwin among the Machines) уничтожать машины, пока они не эволюционировали и не вытеснили людей.